# Sainte-Colombe-sur-Guette
Sainte-Colombe-sur-Guette är en kommun i departementet Aude i regionen Occitanien  i södra Frankrike. Kommunen ligger  i kantonen Axat som ligger i arrondissementet Limoux. År 2022 hade Sainte-Colombe-sur-Guette 40 invånare.

## Befolkningsutveckling
Antalet invånare i kommunen Sainte-Colombe-sur-Guette
Referens: INSEE